# La guerra dei mondi (film 2005)
La guerra dei mondi (War of the Worlds) è un film del 2005 diretto da Steven Spielberg.
Scritto da Josh Friedman e David Koepp. Tra gli interpreti figurano Tom Cruise, Dakota Fanning, Justin Chatwin, Miranda Otto e Tim Robbins.
Prodotto e distribuito da Paramount e DreamWorks, è basato sull'omonimo romanzo del 1897 scritto da H. G. Wells, e remake dell'omonima pellicola del 1953 diretta da Byron Haskin. Fu girato in 72 giorni negli Stati della California, Connecticut, New Jersey, New York e Virginia. Durante la realizzazione, a ogni informazione fu assicurata massima riservatezza al fine di limitare il trapelare di dettagli prima ancora che venisse lanciato sul grande schermo. Incassò 603 milioni di dollari come quarto film più redditizio dell'anno; ben accolto anche dalla critica, nel 2006 fu candidato a tre premi Oscar.

## Trama
Ray Ferrier è un operaio portuale residente in un piccolo borgo del New Jersey; divorziato dalla moglie Mary Ann, riceve i figli Rachel e Robbie in custodia per il fine settimana, che la donna trascorrerà a Boston con il nuovo fidanzato Tim e i suoi genitori. Lo stesso giorno si forma in cielo una nube a muro che scaglia a terra dei potenti fulmini, disattivando tutti gli apparecchi elettronici ed elettromeccanici della zona, inclusi orologi e autovetture.
Ray si reca nel centro città per capire cosa stia succedendo e improvvisamente il terreno inizia a tremare. Si formano grandi crepe e dal sottosuolo fuoriesce una gigantesca macchina aliena tripode che con un raggio laser incenerisce chiunque e qualunque cosa incontri sul proprio cammino. L'uomo riesce a scampare al disastro e, tornato a casa incolume e sconvolto, decide di fuggire con i figli, rubando una macchina appena riparata sulla quale ha caricato delle provviste e portandosi dietro anche la sua pistola. Raggiunge l'abitazione della ex moglie ma non vi trova nessuno e le reti telefoniche sono fuori uso. Sceglie così di passare nella cantina la notte, durante la quale si avvertono numerose esplosioni. Al mattino trova i resti di un Boeing 747 precipitato nei pressi della casa; una reporter lo informa che altri tripodi sono sbucati da sottoterra, assediando altri centri abitati e gli mostra un filmato dove si vede una capsula scendere nel sottosuolo, ipotizzando che al suo interno si trovino i piloti delle macchine aliene e che queste siano state sotterrate millenni prima in attesa di una pianificata invasione aliena.
Ray e i figli si affrettano a raggiungere Boston, ma, durante il tragitto, si imbattono in una folla disperata che li assale per impadronirsi della loro vettura. Trovandosi così costretti ad abbandonarla e a proseguire a piedi, giungono presso un porticciolo sul fiume Hudson. Il traghetto su cui sarebbero dovuti salire per raggiungere l'altra sponda viene attaccato da alcuni tripodi, creando panico tra la gente che si riversa sull'imbarcazione. Essa viene ribaltata e gli alieni, con i loro tentacoli meccanici, ripescano dal fiume e fanno prigionieri i passeggeri.
I tre però riescono a fuggire a nuoto e giungere sulla terraferma; più tardi assistono a un combattimento tra l'esercito statunitense e i tripodi, contro i quali le armi non hanno effetto a causa del loro scudo protettivo invisibile. Il figlio Robbie si unisce ai militari, come già aveva provato a fare in precedenza, mentre Ray e Rachel trovano rifugio nella cantina di Harlan Ogilvy, un ex guidatore di ambulanze deciso a vendicarsi della morte della sua famiglia, sterminata dagli invasori. Per ispezionare la casa diroccata, questi ultimi inviano in un primo tempo un cavo ottico serpentiforme e in seguito scendono personalmente a perlustrare lo scantinato, ma ancora una volta i fuggitivi riescono a non farsi vedere. La notte successiva, Ogilvy è colto da un crollo psicotico alla vista di un malcapitato trafitto da un tripode che ne aspira poi il sangue: gli alieni stanno infatti drenando i liquidi vitali degli esseri umani per utilizzarli come fertilizzante per delle piante rosse che stanno colonizzando velocemente tutto il territorio. Col timore che il rumore provocato dall'uomo attiri gli alieni e vedendo come questo ormai abbia perso completamente la ragione, Ray lo sopprime, rimanendo pertanto solo con la figlia.
Tuttavia, viene scoperto da un'altra sonda e, per paura di perdere Rachel, che intanto viene catturata, si fa prendere a propria volta facendosi rinchiudere in una gabbia appesa alla macchina dove vengono raccolti gli esseri umani. Qui fa risucchiare delle granate nel boccaporto, facendo così esplodere dall'interno il tripode e liberando tutti i prigionieri. Dopo essersi ripreso la figlia giunge finalmente a Boston, dove nota un fatto curioso: le piante rosse si stanno seccando e diversi tripodi giacciono immobili vicino ai grattacieli senza che siano stati attaccati. All'apparizione di uno di loro ancora attivo, nota che gli uccelli si sono posati su di esso e avvisa i soldati che il suo scudo protettivo è fuori uso. I militari fanno immediatamente fuoco con le loro armi anticarro (Javelin) e lo abbattono facilmente. Dalla capsula di pilotaggio esce, preceduto da una grande quantità di liquido rosso, un alieno agonizzante che muore in pochi istanti per soffocamento. Gli invasori vengono così facilmente sconfitti in tutto il mondo. Ray e Rachel raggiungono la casa dei nonni a Boston e qui ritrovano il figlio Robbie, ancora vivo, e Mary Ann.
Nell'epilogo viene così spiegata la sconfitta degli alieni: "Quando gli invasori arrivarono e cominciarono a respirare e a nutrirsi, quegli organismi infinitesimali [i microbi], che Dio nella sua saggezza aveva messo sulla Terra, iniziarono a condannarli, annientarli, distruggerli, dopo che tutte le armi e gli stratagemmi umani avevano fallito. Mediante il sacrificio di miliardi di vittime, l'uomo ha acquisito la sua immunità, il suo diritto alla sopravvivenza tra le infinite creature di questo pianeta. E quel diritto è suo contro ogni sfida, poiché gli uomini non vivono e non muoiono invano."

## Personaggi

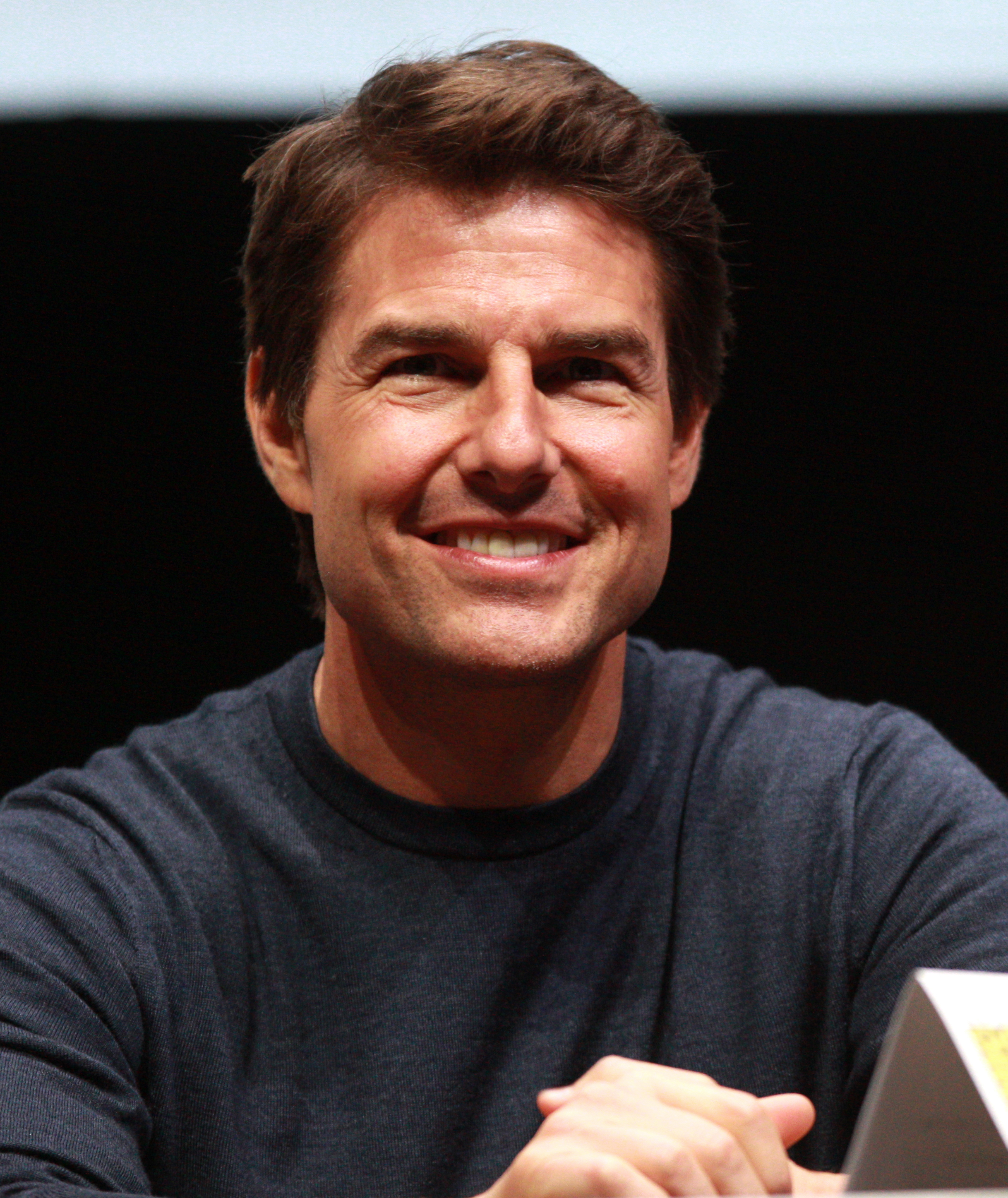
Tom Cruise interpreta il protagonista Ray Ferrier

- Ray Ferrier, interpretato da Tom Cruise: un operaio divorziato che riceve in custodia i figli Rachel e Robbie, mentre la sua ex moglie e il nuovo compagno di lei trascorrono il fine settimana dai genitori a Boston.
- Rachel Ferrier, interpretata da Dakota Fanning: la figlia minore di Ray e sorellina di Robbie. È molto legata a quest'ultimo che in momenti difficili si appresta ad aiutarla e calmarla quando viene colpita dagli attacchi di panico.
- Robbie Ferrier, interpretato da Justin Chatwin: il figlio adolescente di Ray e fratello di Rachel. Non ha un buon rapporto con il padre al quale disubbidisce costantemente. Nel corso del film cercherà sempre di cogliere delle occasioni per allontanarsi dal trio, preso dal desiderio di collaborare con l'esercito per annientare i tripodi.
- Harlan Ogilvy, interpretato da Tim Robbins: un ex guidatore di ambulanze, che dà riparo a Ray e Rachel. Il trauma vissuto gli ha fatto perdere il lume della ragione, convincendolo di dover combattere gli alieni, per vendicare i suoi cari, sbucando da sotto terra, come lui ritiene abbiano fatto gli invasori. Cerca infatti di costruire un tunnel nel seminterrato della casa in cui è nascosto, ma questo non fa altro che esporre lui, Ray e Rachel al rischio di essere scoperti, per colpa del rumore che fa.
- Mary Ann Ferrier, interpretata da Miranda Otto: l'ex moglie di Ray, al quale affida i figli per trascorrere il fine settimana col suo nuovo compagno Tim.
- Julio, interpretato da Yul Vazquez: un amico di Ray, secondo il quale la tempesta di lampi sarebbe dovuta a un'eruzione solare.
- Vincent, interpretato da Rick Gonzalez: un altro amico di Ray, che smentisce ogni commento del compagno Julio.
- Manny, interpretato da Lenny Venito: il meccanico, al quale Ray ruba l'auto per scappare dalle catastrofi.
- La reporter, interpretata da Camillia Sanes: una giornalista che informa Ray che l'invasione è mondiale e gli mostra un filmato in cui ipotizza cosa ci possa essere all'interno delle capsule trasportate dal lampo.

## Produzione

### Sviluppo
Steven Spielberg chiamò attorno a sé Tom Cruise, con il quale aveva collaborato in Minority Report (2002) dichiarando: "È un collega molto intelligente, creativo e propone delle idee sul set così belle che ci intendiamo al volo. Mi piace lavorare con Tom." Cruise incontrò il regista durante le riprese di Prova a prendermi (2002) e propose tre film alternativi su cui lavorare insieme, uno dei quali un adattamento del romanzo La guerra dei mondi. Spielberg scelse quest'ultimo e affermò: "Ci siamo guardati l'un l'altro e le luci si sono accese. Non appena l'ho sentito, ho detto: 'Oh mio Dio! La guerra dei mondi - assolutamente.' E così fu." La decisione venne dettata dalla grande ammirazione che provava sia per l'opera di Wells, con la quale era cresciuto durante il periodo del college, sia per gli adattamenti passati (soprattutto quello cinematografico prodotto da George Pal del 1954 e quello radiofonico realizzato da Orson Welles, la cui copia originale dello script aveva acquistato nel 1994 per 32 000 $).
È la terza pellicola del regista sul tema delle visite aliene, insieme a Incontri ravvicinati del terzo tipo ed E.T. l'extra-terrestre. La produttrice e collaboratrice di lunga data Kathleen Kennedy nota che con La guerra dei mondi, Spielberg ebbe l'opportunità di esplorare l'antitesi dei personaggi riportati in vita nelle opere sopracitate. "Quando abbiamo iniziato a sviluppare E.T., stavamo raccontando una storia molto più spigolosa e tetra, ma in realtà si è evoluta in qualcosa di più benigno, penso che un'esposizione oscura sia sempre stata da qualche parte dentro di lui." Spielberg sostenne di aver pensato che sarebbe stato divertente creare un "film davvero spaventoso con alieni altrettanto spaventosi", qualcosa che non aveva mai fatto prima. La sua intenzione era quella di raccontare una storia contemporanea che, pur avendo una natura fantasy, venisse descritta in modo iper-realistico.

### Sceneggiatura
(Steven Spielberg)

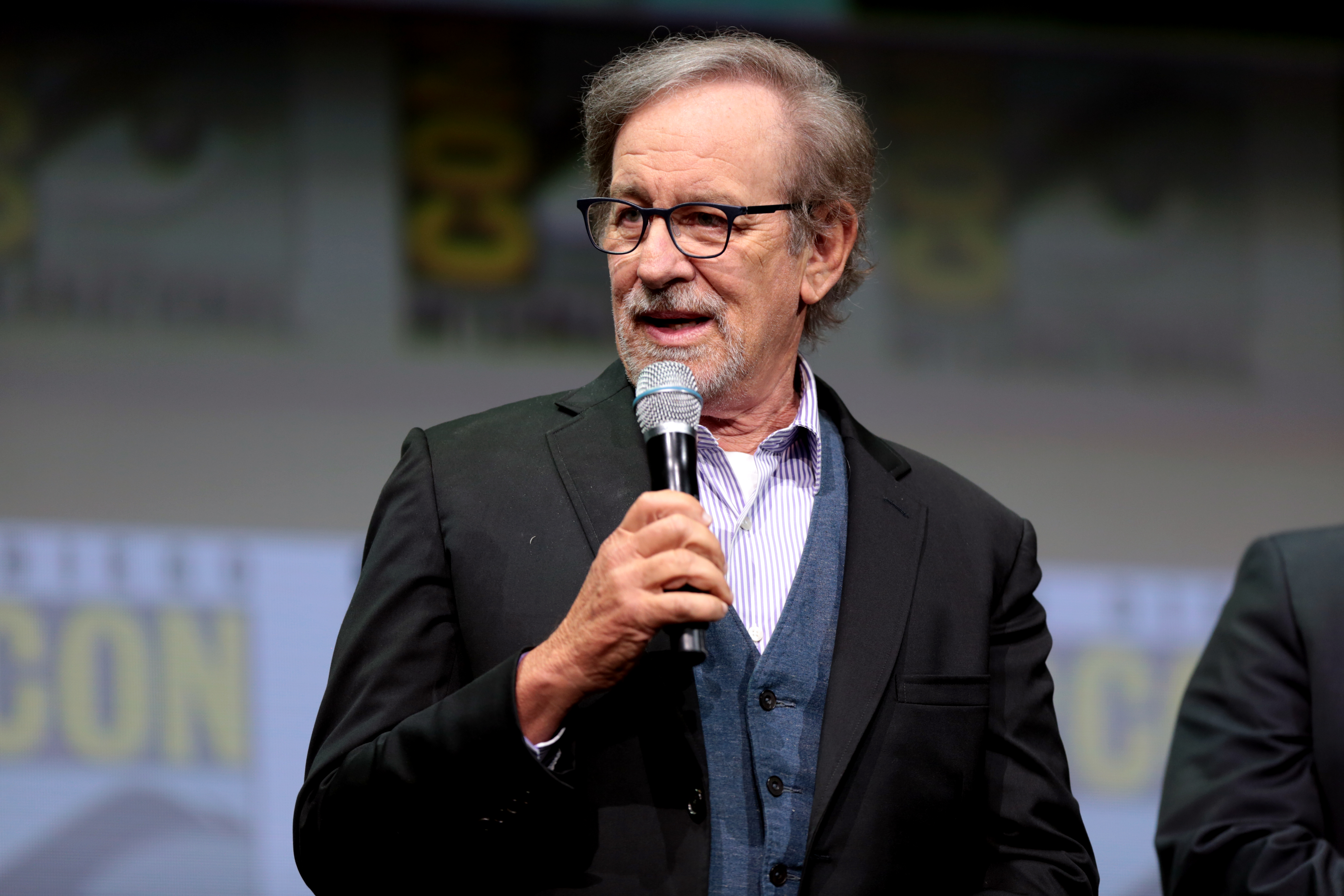

J. J. Abrams fu scritturato da Spielberg e Cruise per scrivere il lungometraggio, ma dovette rifiutare poiché stava lavorando alla trama della serie televisiva Lost. Josh Friedman consegnò una sceneggiatura, che venne poi riscritta da David Koepp. Dopo aver riletto il romanzo, questi si affidò alla voce di un singolo narratore esterno, "un punto di vista molto limitato, da parte di qualcuno completamente estraneo agli eventi piuttosto che di una persona coinvolta al loro interno" ed escluse dalla storia una serie di elementi ritenuti troppo stereotipati, come la distruzione di monumenti storici da parte degli alieni. Alcuni avvenimenti del romanzo sono stati largamente adattati e condensati: il personaggio di Tim Robbins nacque dalla fusione di due personaggi originali del libro, mentre il nome è preso da un terzo personaggio. Nonostante l'ambientazione sia stata cambiata dal XIX secolo ai giorni nostri, Koepp cercò anche di "riportare il mondo moderno nel 1800", mostrando personaggi sprovvisti di energia elettrica e dei moderni sistemi di comunicazione.
Spielberg accettò la sceneggiatura dopo aver scoperto che essa presentava molte somiglianze con la sua vita personale, incluso il divorzio dei suoi genitori (quello di Ray e Mary Ann), e anche perché le difficoltà affrontate da quei personaggi immaginari, che sono sopravvissuti all'attacco degli alieni, riflettevano molto le stesse insicurezze che lo avevano tormentato in seguito agli attentati dell'11 settembre 2001. Per lui, le storie di sopravvivenza dei personaggi dovevano essere l'obiettivo principale, in quanto rappresentavano la mentalità americana del non arrendersi mai. Il regista descrisse La guerra dei mondi come "un opposto polare" a Incontri ravvicinati del terzo tipo, incentrato su un uomo che molla la famiglia per viaggiare con gli alieni; La guerra dei mondi si concentra invece sull'unione della famiglia. Allo stesso tempo, il film non avrebbe esplorato molto la natura degli alieni e le motivazioni che li avevano spinti a invadere la Terra, facendoci "assistere soltanto al risultato di questi abominevoli piani con cui intendevano sostituire la loro razza alla nostra".
Pur approvando lo script, il regista pretese diverse modifiche: era contrario all'idea che gli alieni arrivassero in astronavi, visto che ogni pellicola che trattasse di un'invasione aliena utilizzava un tale veicolo. I cilindri marziani originali furono scartati e sostituiti dai Tripodi, i quali erano stati sepolti sottoterra sul pianeta molto tempo prima. Miranda Otto fu scelta dal regista in persona che creò la parte pensando a lei, dopo averla vista ne Il Signore degli Anelli - Il ritorno del re di Peter Jackson. L'attrice rifiutò la parte perché incinta: Spielberg cambiò allora la sceneggiatura pur di averla nel cast finale. Lawrence Brown scrisse: "La decisione di presentare le macchine da combattimento degli invasori come se fossero sempre state lì, sepolte sotto la Terra, solleva questioni che non esistevano nel libro originale di Wells. In questa versione, gli invasori erano già stati qui, molto tempo prima, in epoca preistorica; avevano messo le loro macchine in profondità nel sottosuolo e se ne erano andati. Perché? Perché non conquistare la Terra proprio a quell'epoca? Spielberg non fornisce una risposta e i personaggi sono troppo impegnati a cercare di sopravvivere per porsi questa domanda. Una possibile risposta, che fa venire i brividi, sorge spontanea. Gli alieni erano interessati agli umani come animali di cui cibarsi. Quando giunsero qua in precedenza, essi erano in un numero molto limitato. Gli alieni lasciarono nascoste le loro macchine e se ne andarono, osservando pazientemente la Terra mentre gli umani si moltiplicano fino al numero desiderato – e poi sono ritornati, per conquistarci. Sotto questa interpretazione, tutti noi – tutti gli umani nel corso della storia – non siamo stati altro che bestiame allevato in una fattoria aliena, destinati a essere raccolti come grano maturo."
Secondo quanto riportato nel volume Story of Science Fiction curato da James Cameron nel 2018, Steven Spielberg non fu per niente soddisfatto della maniera in cui finisce il suo film. Egli stesso condivise il malcontento di spettatori e critici e raccontò di "non aver mai capito come terminare quel dannato affare", concludendolo con un epilogo a suo parere deludente. Cameron comunque lo difese sottolineando che nemmeno H. G. Wells riuscì a ideare un finale differente.

### Riprese

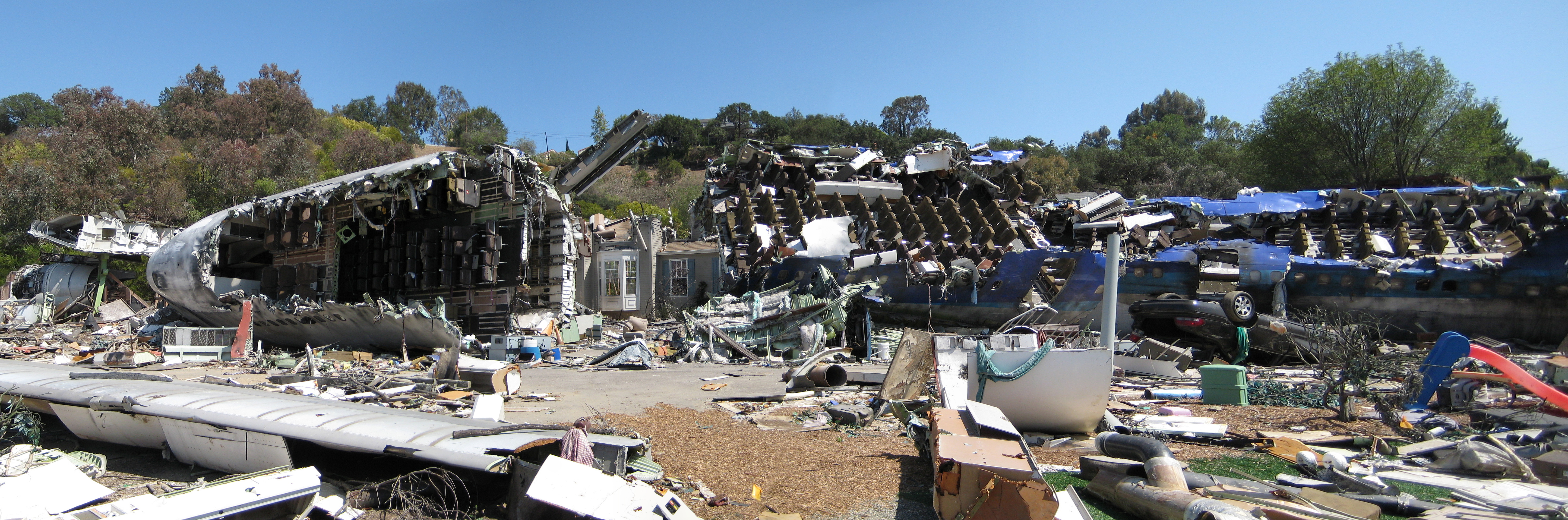
Il rottame del Boeing 747 utilizzato come set in una scena (ex All Nippon Airways). A tutt'oggi i visitatori posso vedere l'ambiente demolito durante lo Studio Tour dell'Universal Studios Hollywood.

Le riprese si svolsero in Virginia, Connecticut, New Jersey, California e New York e durarono circa 72 giorni (dal'8 novembre 2004 e al 7 marzo 2005). Spielberg aveva originariamente intenzione di girare La guerra dei mondi dopo Munich, ma Tom Cruise apprezzò così tanto la sceneggiatura di David Koepp che gli suggerì di anticiparlo, mentre lui avrebbe posticipato Mission: Impossible III. La maggior parte della crew di Munich venne portata a lavorare anche su La guerra dei mondi. Nel 2004, le troupe di produzione furono velocemente disposte su tutte e due le coste per prepararsi all'inizio delle riprese, per cercare ambientazioni lungo la costa est e per preparare i set e le scenografie da utilizzare una volta che la produzione sarebbe tornata a Los Angeles dopo le vacanze invernali. La pre-produzione avvenne in tre mesi, essenzialmente la metà del tempo normalmente assegnato per un prodotto cinematografico di dimensioni e portata simili. Il regista però disse: "Non si trattò di una corsa contro il tempo per La guerra dei mondi. È stata la mia programmazione più lunga in 12 anni circa. Ci siamo presi tutto il tempo necessario." Spielberg collaborò con la crew all'inizio della pre-produzione attraverso l'uso della pre-visualizzazione, considerando le scadenze stringenti.
La scena che mostra la prima apparizione dei Tripodi fu girata all'incrocio tra Ferry Street, Merchart Street e Wilson Avenue, a Newark, nel New Jersey. Le riprese del traghetto vennero girate nella città newyorkese di Athens e l'edificio dei genitori di Mary Ann si trovava a Brooklyn (nel film è descritta a Boston). Al di fuori della casa di Washington furono impiegati i rottami di un vero Boeing 747, in un immenso set realizzato negli Universal Studios. L'abitazione di Ray venne collocata a Bayonne, nel New Jersey (con un teatro di posa che raddoppia l'interno); nel frattempo, la sequenza di combattimento nella valle fu girata a Lexington in Virginia e a Mystery Mesa, in California. L'abbattimento e lo schianto del tripode furono girati a Naugatuck, nel Connecticut. Vari problemi creò invece la scena dei cadaveri nel fiume: la sequenza fu girata nel fiume della contea di Windsor, usando manichini molto realistici. Due di essi però sfuggirono al recupero e provocarono alcune ore di panico tra gli abitanti del luogo. Alcune riprese furono registrate sulla Korean War Veterans Parkway a Staten Island, NY. Inoltre furono adoperati ben sei teatri di posa, distribuiti su tre studi cinematografici.

### Effetti speciali

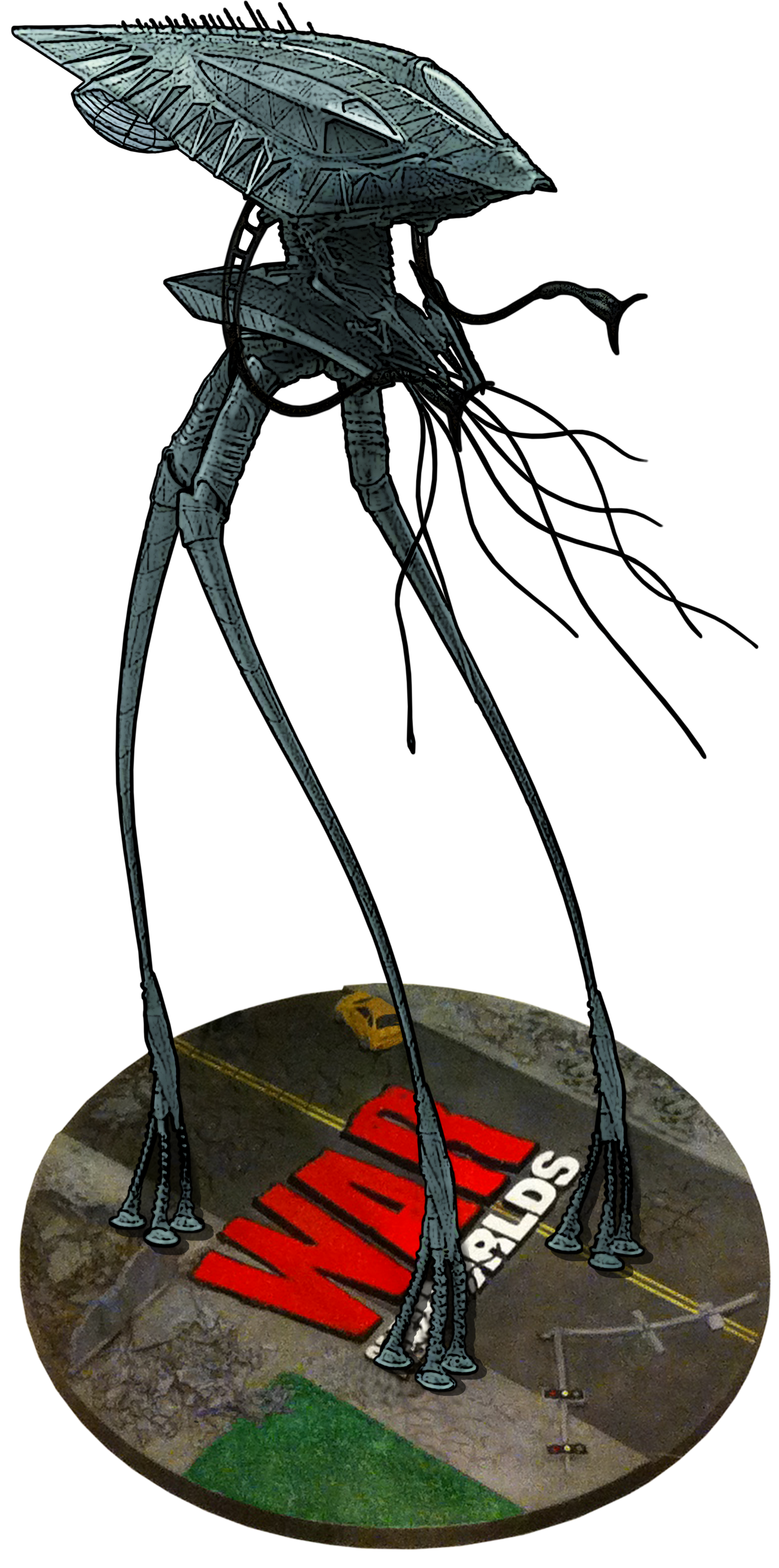
Un modello di un tripode

La Industrial Light & Magic fu la compagnia principale addetta agli effetti speciali. Spielberg, che in precedenza aveva utilizzato i computer per facilitare la visualizzazione delle sequenze durante la pre-produzione, disse: "Questo è il primo film che ho affrontato utilizzando il computer per animare tutti gli storyboard." Il regista decise di impiegare ampiamente la tecnica dopo una visita al suo amico George Lucas. Per poter mantenere il realismo, l'uso delle immagini generate al computer e del bluescreen venne limitato, miscelando molti degli effetti digitali con miniature e scene riprese dal vivo.
I Tripodi furono ideati con un aspetto che Spielberg descrisse "elegante", visto che l'artista Doug Chiang si era ispirato alle forme di vita acquatiche. Il regista desiderava rendere tributo ai Tripodi originali e nello stesso tempo voleva che fossero iconici e minacciosi, cosicché gli spettatori si sarebbero interessati più al mezzo meccanico in sé, che agli alieni all'interno. Gli addetti agli effetti speciali cercarono di unire insieme elementi organici e meccanici nella rappresentazione dei Tripodi, e fecero degli studi approfonditi affinché i loro movimenti fossero il più possibile realistici, considerando il loro aspetto particolare e contraddittorio, in quanto dotati di una grande testa tozza, mossa da gambe sottili e flessibili. L'animatore Randal M. Dutra voleva che i movimenti dessero l'idea di un "galleggiamento terrestre", visto che camminavano sulla terra ma avevano un andamento acquatico e Spielberg li descrisse come dei "ballerini classici spaventosi". Molti elementi degli alieni ruotavano intorno al numero tre – i Tripodi avevano tre occhi e come gli alieni avevano tre arti principali con tre dita ciascuno.
Il direttore degli effetti speciali Pablo Helman decise di dare alle macchine extraterrestri un aspetto imponente, considerando che "Steven voleva assicurarsi che queste creature fossero alte 45 metri", così come Wells descrisse la loro altezza nel romanzo. Gli alieni avevano un aspetto ispirato alle meduse, con movimenti che richiamavano quelli delle raganelle dagli occhi rossi, e comunque una fisionomia da anfibio caratterizzata dalla pelle bagnata. Un alieno in polistirolo fu utilizzato come surrogato per guidare gli attori nella scena del sotterraneo. Spielberg non voleva sangue e frattaglie durante le morti dovute ai raggi inceneritori; come detto da Helman, "questo doveva essere un film horror per bambini". Quindi gli addetti agli effetti speciali decisero di vaporizzare i corpi e, considerando che questo non si sarebbe potuto realizzare in modo del tutto digitale, vista la complessità degli effetti e le scadenze stringenti, fu utilizzata della cenere vera insieme ai raggi e alle particelle creati in computer grafica. Chiang paragonò lo stormo di uccelli che volava verso i Tripodi, richiamando una morte imminente, agli avvoltoi, e aggiunse che "non si sa se questi volatili vanno incontro al pericolo o fuggono da esso e domandarsi quindi se convenga seguirli."
Durante la sequenza in cui il minivan di Ray viene attaccato dalla folla, Janusz Kaminiski e Spielberg si munirono di molteplici luci interattive, come le lampade Coleman, le lanterne a olio, le torce elettriche e la Maglite. Gli addetti della IL&M ammisero che la distruzione del ponte di Bayonne fu la scena più difficile da realizzare, visto l'uso esteso degli effetti in computer grafica, degli elementi ripresi dal vivo, e la scadenza ravvicinata di quattro settimane, affinché essa potesse essere inserita nel trailer del Super Bowl. Originariamente era prevista solo l'esplosione della stazione di rifornimento, ma poi Spielberg suggerì di far saltare in aria anche il ponte. La scena nella quale si intravede il Tripode sparare dei raggi inceneritori contro la monovolume, mentre questi li schiva, ha richiesto molti interventi in computer grafica.
Nel complesso, oltre cinquecento effetti speciali in computer grafica furono utilizzati nel lungometraggio. La costumista Joanna Johnston creò sessanta versioni diverse del giubbotto di pelle di Ray, per mostrare il suo logoramento dall'inizio alla fine del viaggio. "All'inizio ha il giubbotto, una felpa con cappuccio e due magliette", spiegò Johnston. Un particolare dell'abito di scena di Dakota Fanning di speciale importanza è il suo giubbetto con pelliccia color lavanda: "Volevo qualcosa che la facesse sentire al sicuro, qualcosa con cui potesse dormire e mettersi in testa. Lo legammo con un nastro e Dakota lo indossò, così l'aveva sempre con sé". La costumista vestì Robbie in modo inconsciamente emulativo del padre, "Sono molto più simili di quanto pensino, con una grande tensione in superficie.

## Colonna sonora

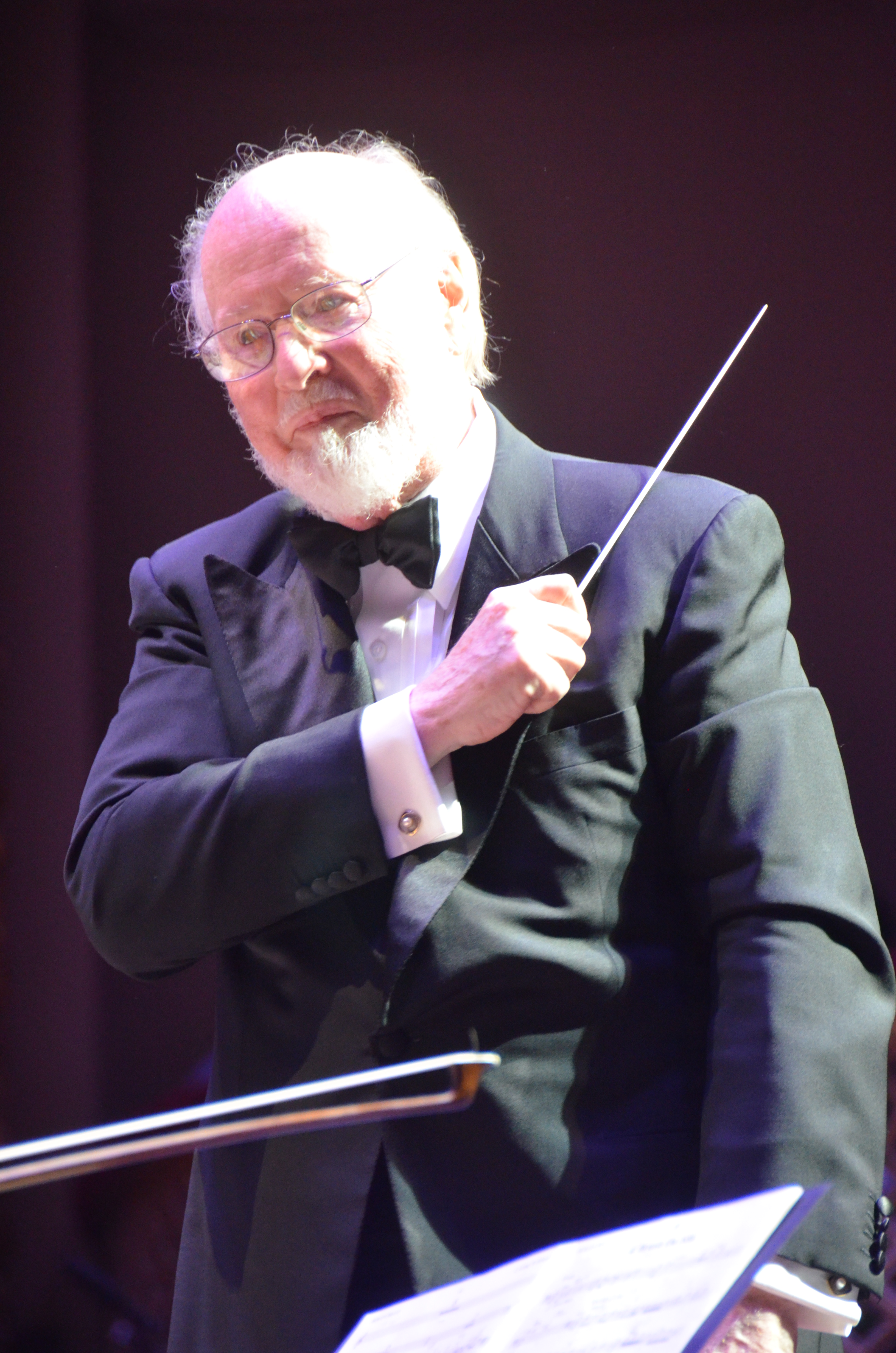
Il compositore John Williams

Il collaboratore di lunga data di Spielberg John Williams si occupò della colonna sonora. Fu la prima volta in cui dovette comporre per un film incompleto, dal momento che solo i primi sei rulli, per un totale di 60 minuti, erano pronti per essere utilizzati. Considerò la colonna sonora "una musica molto seria", che doveva combinare "un'atmosfera necessariamente spaventosa", con un "ritmo in crescendo per le scene d'azione" – la musica doveva "spingere" simbolicamente le macchine nelle scene di inseguimento, come quando Ray guidava per allontanarsi dal ponte di Bayonne o quando il Tripode attaccava il traghetto sull'Hudson.

## Promozione
La Paramount Picture Interactive Marketing fece esordire il gioco online sul sito ufficiale waroftheworlds.com il 14 aprile. La Hitachi collaborò con la Paramount per una campagna promozionale mondiale, dal titolo "The Ultimate Visual Experience". L'accordo fu annunciato da Kazuhiro Tachibana, general manager dell'azienda giapponese. Tachibana affermò: "Il nostro progetto si associa perfettamente all'obiettivo di Spielberg e Cruise di essere i migliori al mondo nell'industria cinematografica, per cui l'Hitachi garantisce la massima qualità visiva dei suoi prodotti elettronici digitali per i consumatori".

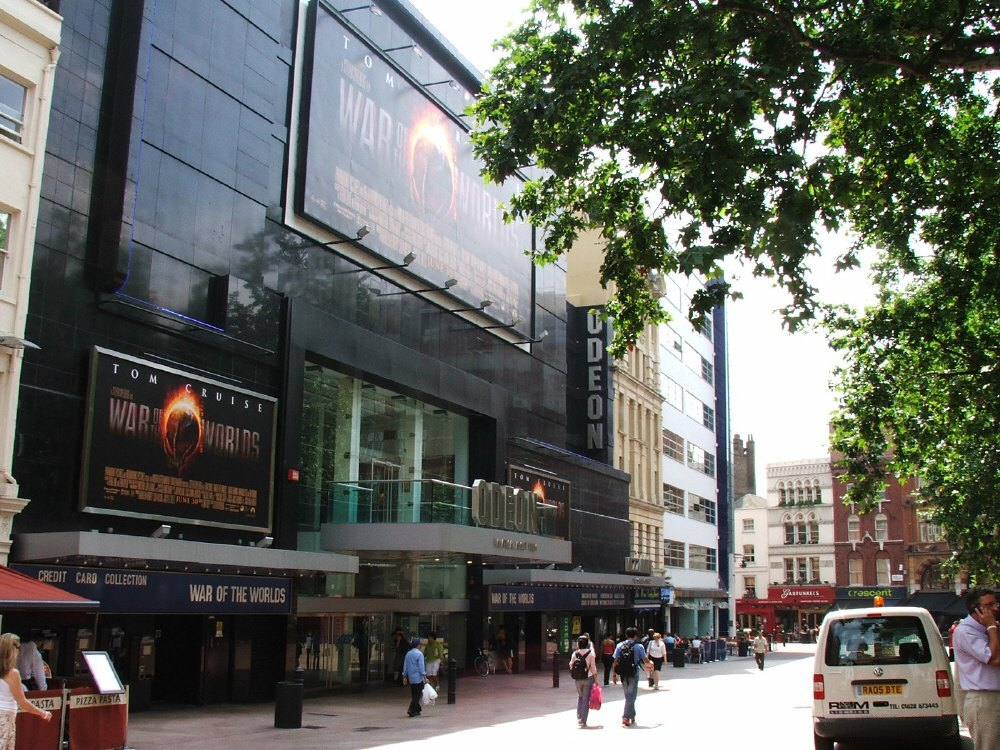
L'Odeon Leicester Square promuove la pellicola all'esterno del cinema

In Italia, il 29 aprile 2005, l'ospite d'onore Tom Cruise presentò la pellicola in occasione della cerimonia di premiazione della 50ª edizione dei David di Donatello.

### Segretezza
Spielberg mantenne la segretezza su molte parti durante la lavorazione de La guerra dei mondi, lasciando il cast e gli addetti ai lavori confusi riguardo all'aspetto degli alieni. Quando gli veniva chiesto della segretezza sulla sceneggiatura, David Koepp rispose: «[Spielberg] non darebbe [la sceneggiatura] a nessuno». Koepp spiegò che gliel'avrebbe mandata via e-mail e che gliene avrebbe data una parte riguardante qualsiasi cosa qualcuno stesse facendo. Miranda Otto pensò di non parlare della storia né con la famiglia né con gli amici e dichiarò: 
(IGN, 2005)
Spielberg ammise, dopo aver tenuto le cose segrete per così tanto tempo, che alla fine c'era stata la tentazione di rivelare troppo a danno della storia, durante la conferenza stampa dell'opera. Quindi rivelò solo la scena della collina, dove Ray cerca di impedire al figlio di andarsene, affermando che "dire di più avrebbe svelato troppo." Tale scelta fece sì che The Sun arrivò a sostenere che il film avrebbe superato il budget di 200 milioni di dollari di Titanic, che al tempo deteneva il record di pellicola più costosa mai realizzata; in realtà, i costi effettivi non superarono i 132 milioni.

### Slogan e trailer

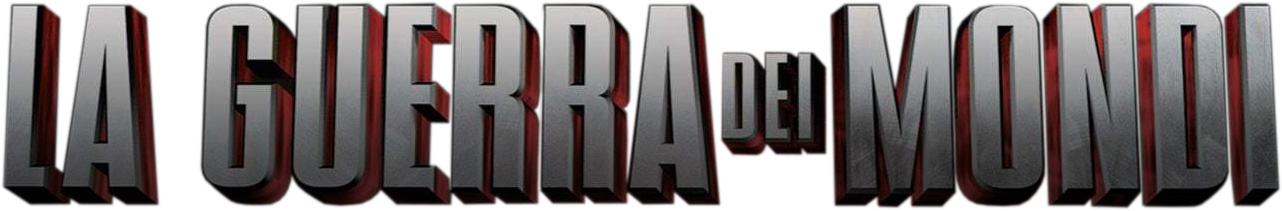
Logo italiano del film

Per la promozione della pellicola vennero usate due differenti frasi promozionali, "They're already here" e "This Summer, the last war on Earth won't be started by humans" (in Italia rese rispettivamente come "Sono già qui" e "Quest'estate, l'ultima guerra sulla Terra non sarà iniziata dagli uomini"). Tra la fine del 2004 e l'inizio del 2005 vennero inoltre diffusi alcuni teaser, trailer e spot TV, molti dei quali ricaricati anni dopo su YouTube sul canale ufficiale della Paramount Pictures.

## Distribuzione

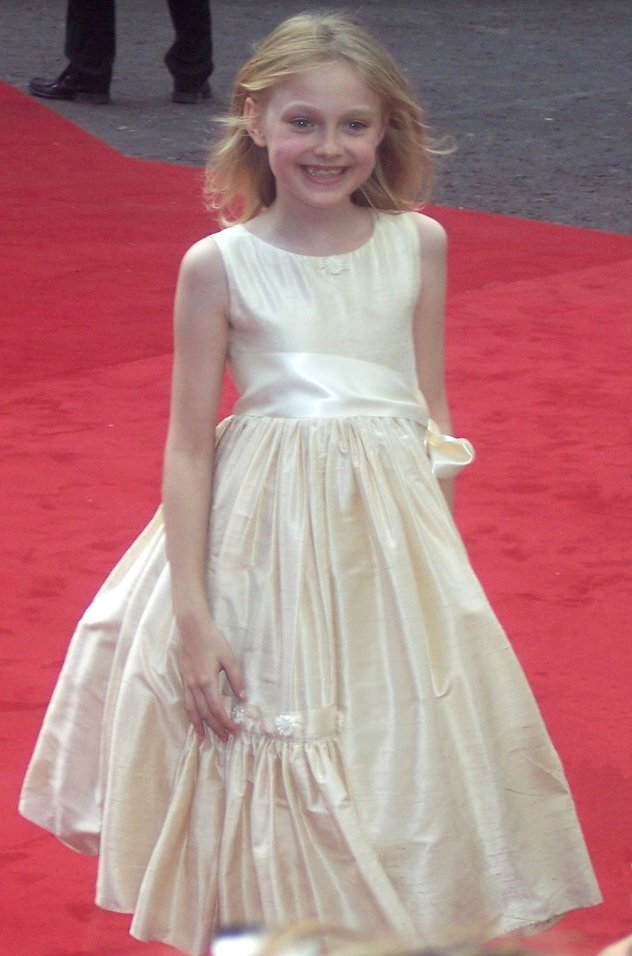
Dakota Fanning all'anteprima di Londra nel giugno 2005

L'anteprima mondiale de La guerra dei mondi si tenne il 23 giugno 2005 al Ziegfeld Theatre, New York. Nell'evento, Tom Cruise rivelò la sua relazione con l'attrice Katie Holmes. Sei giorni dopo, il 29 giugno, la pellicola venne distribuita negli Stati Uniti in oltre 3 910 sale e in numerosi altri paesi, tra cui l'Italia.

### Data di uscita
Le date di uscita internazionali nel corso del 2005 furono:
- 28 giugno in Kuwait
- 29 giugno in Argentina (Guerra de los mundos), Armenia, Australia, Austria, Bahrein, Brasile (Guerra dos Mundos), Bielorussia, Bulgaria (Война на световете), Canada, Cile, Cipro, Croazia (Rat svjetova), Danimarca, Egitto, Emirati Arabi Uniti, Filippine, Finlandia (Maailmojen sota), Georgia (Samkarota omi), Germania (Krieg der Welten), Giappone, Grecia (Ο πόλεμος των κόσμων), Hong Kong, Islanda, Italia (La guerra dei mondi), Kazakistan, Malaysia, Messico (Guerra de los mundos), Norvegia (Klodenes kamp), Paesi Bassi, Panama, Perù (La guerra de los mundos), Repubblica Ceca (Válka svetu), Romania (Razboiul lumilor), Russia (Война миров), Singapore, Slovenia (Vojna svetov), Spagna (La guerra de los mundos), Stati Uniti (War of the Worlds), Svezia (Världarnas krig), Svizzera, Taiwan, Thailandia, Ucraina (Вiйна свiтiв) e Ungheria (Világok harca)
- 30 giugno in Libano e Slovacchia
- 1º luglio in Estonia (Maailmade sõda), India, Irlanda, Regno Unito, Turchia (Dünyalar savasi) e Uruguay
- 6 luglio in Belgio e Francia (La guerre des mondes)
- 7 luglio in Corea del Sud e Portogallo
- 8 luglio in Polonia (Wojna światów) e Sudafrica
- 11 agosto in Cina

### Divieti
Negli Stati Uniti la visione fu consigliata con la presenza di un adulto ai minori di 13 anni per "sequenze terrificanti di violenza fantascientifica e immagini disturbanti". In Italia fu resa libera a tutti.
I restanti divieti internazionali furono:
- Argentina: 13
- Australia: M
- Brasile: 12
- Canada: 14A (Alberta/British Columbia/Manitoba/Ontario)
- Canada: PG (Nuova Scozia)
- Canada: 13+ (Quebec)
- Cile: TE+7
- Corea del Sud: 12
- Filippine: PG-13
- Finlandia: K-15
- Francia: Tous publics
- Germania: 12 (f)
- Grecia: K-13
- Hong Kong: IIA
- Islanda: 14
- Islanda: 16 (video rating)
- Irlanda: 12A
- Giappone: G
- Malaysia: U
- Messico: B
- Nuova Zelanda: M
- Norvegia: 15 (2005, cinema rating)
- Paesi Bassi: 12
- Perù: 14
- Regno Unito: 12A
- Repubblica Ceca: 12
- Portogallo: M/12
- Russia: 14+
- Singapore: PG
- Spagna: 13
- Svezia: 11
- Svizzera: 14 (Canton Ginevra, Vaud e Zurigo)
- Taiwan: PG-12

### Edizione italiana

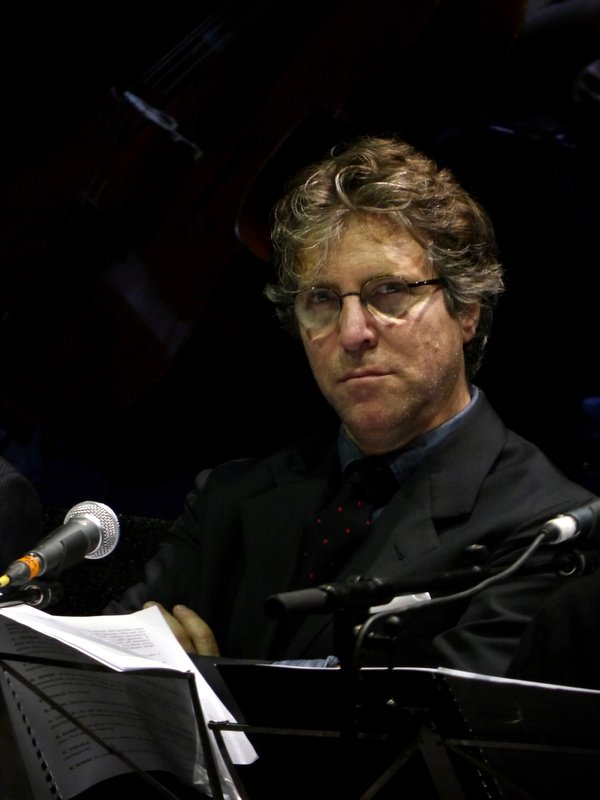
Nonostante nel film Cruise avesse la voce di Riccardo Rossi (in foto), Roberto Chevalier lo doppiò comunque nel trailer italiano

L'edizione italiana della pellicola fu curata da Claudia Gwirtzman per DreamWorks, mentre il doppiaggio avvenne presso la società Pumais Due. I dialoghi italiani e la direzione del doppiaggio furono eseguiti da Fiamma Izzo, assistita da Simona Romeo e con la consulenza militare di Luciano Facca. La sonorizzazione si tenne presso la società Technicolor Sound Services, mentre il missaggio negli studi Skywalker Sound, a San Francisco.
Nei primi mesi del 2005, la produzione americana richiese i provini per tutti i ruoli principali, tra cui quello di Ray Ferrier, per il quale furono convocati Fabio Boccanera, Niseem Onorato, Riccardo Rossi e Roberto Chevalier (doppiatore abituale di Cruise). Pochi giorni dopo arrivarono le risposte per tutti i personaggi escluso Ray, in quanto Tom Cruise volle selezionare personalmente le voci dei suoi doppiatori. Verso la fine di marzo, scelse Rossi, poiché trovò il suo timbro non solo più giovane rispetto a quella di Chevalier, ma anche più commovente e combaciante al personaggio.

### Edizioni home video
Il lungometraggio uscì in VHS e DVD il 22 novembre 2005, sia nell'edizione a disco singolo sia nell'edizione speciale a doppio disco che comprende filmati sul dietro le quinte, interviste, documentari di vario genere e un paio di trailer. Si posizionò al decimo posto nella classifica dei DVD più venduti dell'anno, ricavando 113000000 $ e portando così gli incassi complessivi a cifra 704 745 540. La Paramount rilasciò infine la versione Blu-ray il 1º giugno 2010 e il 24 giugno 2020, in occasione del 15º anniversario, sarà resa disponibile quella in Ultra HD.

## Accoglienza

### Incassi
Il film, uscito nelle sale in contemporanea mondiale il 29 giugno 2005 (con l'eccezione di alcuni paesi asiatici, della Francia e del Belgio), riscontrò un buon successo, incassando internazionalmente 603873119 $ a fronte di un budget di 132 milioni e classificandosi al quarto posto tra i più visti dell'anno. Negli Stati Uniti d'America incassò 234280354 $, mentre nelle sale italiane 17295956 €.

### Critica
La pellicola venne accolta in maniera generalmente positiva dalla critica cinematografica. Sul sito aggregatore Rotten Tomatoes ha una percentuale di gradimento del 75%, basata su 256 recensioni, con un voto medio di 7/10. Il consenso critico è il seguente: «L'adattamento de La guerra dei mondi di Steven Spielberg trasmette il brivido e la paranoia del romanzo classico di H. G. Wells mentre attualizza l'azione e gli effetti per il pubblico moderno». Su Metacritic ha un punteggio del 73 su 100 che indica come "recensioni generalmente favorevoli", sulla base di 40 recensioni.
Michael Wilmington del Chicago Tribune assegnò al film tre stelle e mezzo (su quattro), affermando che "La guerra dei mondi ha indubbiamente vinto la battaglia, ma non la guerra" e che ha condotto gli spettatori in un viaggio avventuroso esplorando due lati di Spielberg: quello chiaro e quello oscuro, aggiungendo inoltre che l'opera contiene una sentimentalismo di base simile a quella di E.T. l'extra-terrestre. Rebecca Murray di About.com lo recensì positivamente, sostenendo: "Spielberg è quasi riuscito a creare un film sugli alieni perfetto", sebbene abbia mosso qualche critica sul finale. Jonathan Rosembaum del Chicago Reader elogiò gli effetti speciali e l'interpretazione di Cruise; Colin Jacobson del Chicago Tribune definì l'opera "un'avventura da far tremare la terra che sorprende e inchioda allo schermo", laddove Roger Ebert la valutò con due stelle su quattro, criticando "l'aspetto rétro" e aggiungendo che, nonostante il budget notevole, l'invasione aliena era "rudimentale" e "non molto interessante". Peter Travers di Rolling Stone notò dei parallelismi con pellicole precedenti, tra cui: Titanic nella scena dell'affondamento del traghetto, Gli uccelli per la costante sensazione di claustrofobia e Jurassic Park nella continua ricerca di "prede" da parte dei tripodi, affermando che questi ultimi "uccidono d'istinto proprio come l'animale protagonista de Lo squalo". David Edelstein scrisse per Slate che il film "è una sconvolgente unione tra scompiglio ed emozione", sottolineando che il finale "è un deus ex machina per un diavolo ex machina, anche se è la resistenza umana a renderlo un capolavoro della fantascienza". Jeremy Wheeler di AllMovie diede all'opera quattro stelle su cinque, dicendo che "Steven Spielberg ha realizzato uno dei suoi più orribili incubi con La guerra dei mondi, un'inesorabile foto disastrosa che porta il genere in un mondo ferito, post-11 settembre. [...] Nelle mani di un'altra persona, sarebbe potuto essere un esercizio senz'anima - come è ora, La guerra dei mondi rappresenta una forte allegoria per il suo tempo, prendendo il suo posto in un'estate piena di film con in mente più che un semplice intrattenimento da popcorn."
Adriano De Carlo di MYmovies.it ebbe un giudizio positivo soprattutto per la regia di Spielberg, capace di rendere La guerra dei mondi "semplice, lineare, ma strepitosamente avvincente sul piano narrativo e spettacolare". Badtaste.it, al contrario, pur apprezzando la fotografia e gli effetti speciali, sostenne che con il passare degli anni le opere di Spielberg siano andate via via peggiorando, tanto che "i personaggi non riescono a interessare lo spettatore e i contrasti familiari sono decisamente superficiali e banali". Secondo Giulia D'Agnolo Vallan il film fu invece "un'equazione di paura tecnologicamente perfetta, sensorialmente debilitante, costruita come due ore e mezza in soggettiva, perché ogni spettatore provi cosa significa vedere il proprio mondo squarciato, […] persino dissanguato, da un nemico di scala enorme, contro cui non si può assolutamente nulla e di cui non si capiscono nemmeno le ragioni". Ivan Barbieri, in una recensione retrospettiva del 14 aprile 2017 per Ondacinema, con una valutazione di 6,5 su 10 scrisse: "Con La guerra dei mondi Spielberg va a concludere un suo ideale trittico sci-fi del nuovo secolo (si aggiunge al kubrickiano A.I. e al gioiellino Minority Report) che lo vede rimasticare ogni possibile sottogenere della fantascienza stessa. Inarrivabile per qualsiasi regista medio di kolossal hollywoodiani, War of the Worlds rimane però il capitolo meno incisivo di questa informale trilogia."
Per il critico Serafino Murri La guerra dei mondi, nel suo adattamento radiofonico del 1938 e nella sua versione cinematografica del 2005, costituì un'efficace metafora di due momenti cruciali della storia: l'imminente aggressione nazista e la seconda guerra mondiale, e il terrorismo globale di matrice islamica; ciò si evince dalla sequenza iniziale, in cui Rachel, figlia di Ray, chiede al padre con ansia se sono sotto un attacco terroristico. La stessa emersione delle astronavi aliene dal sottosuolo e lo sgomento e il terrore che suscita possono essere lette come metafora della scoperta di un terrorismo presente negli incubi delle società occidentali. Anche la saggista Kirsten Moana Thompson, all'interno del capitolo War of the Worlds: Uncanny Dread del suo scritto Apocalyptic Dread: American Film at the Turn of the Millennium del 2006, notò come l'opera di Spielberg risentisse del clima culturale di "terrore e paranoia che l'amministrazione Bush ha continuato ad attizzare, con sempre più disperazione dopo che la guerra in Iraq è entrata nel suo terzo anno e che le vittime del servizio americano hanno sorpassato le diciottomila (al tempo dell'uscita del film)".

## Riconoscimenti
- 2006 - Premio Oscar[6]
  - Candidatura al miglior sonoro a Andy Nelson, Anna Behlmer e Ron Judkins
  - Candidatura al miglior montaggio sonoro a Richard King
  - Candidatura ai migliori effetti speciali a Pablo Helman, Dennis Muren, Randal M. Dutra e Daniel Sudick
- 2006 - Critics' Choice Awards[70]
  - Miglior giovane attrice a Dakota Fanning
- 2006 - Saturn Award[71][72]
  - Miglior attrice emergente a Dakota Fanning
  - Candidatura al miglior film di fantascienza
  - Candidatura alla migliore regia a Steven Spielberg
  - Candidatura al miglior attore a Tom Cruise
  - Candidatura alla migliore sceneggiatura a David Koepp
  - Candidatura alla miglior colonna sonora a John Williams
  - Candidatura ai migliori effetti speciali a Dennis Muren, Pablo Helman, Randal M. Dutra e Daniel Sudick
- 2006 - Empire Awards[73]
  - Candidatura al miglior film
  - Candidatura alla migliore regia a Steven Spielberg
  - Candidatura alla scena dell'anno (L'arrivo degli Alieni)

- 2006 - Central Ohio Film Critics Association Awards[74]
  - Miglior sonoro
- 2006 - BMI Film & TV Award[75]
  - Miglior colonna sonora a John Williams
- 2005 - Golden Trailer Awards[76]
  - Miglior azione
- 2005 - Irish Film and Television Award[77]
  - Candidatura alla migliore attrice internazionale a Dakota Fanning
- 2005 - Las Vegas Film Critics Society[78]
  - Youth in Film a Dakota Fanning
- 2006 - MTV Movie & TV Awards[79]
  - Candidatura alla performance più terrorizzante a Dakota Fanning
- 2006 - Motion Picture Sound Editors[80]
  - Miglior montaggio sonoro
- 2005 - Razzie Award[70]
  - Candidatura al peggior attore protagonista a Tom Cruise
- 2005 - Satellite Award[81]
  - Candidatura al miglior montaggio a Michael Kahn
  - Candidatura ai migliori effetti speciali a Pablo Helman, Dennis Muren, Randal M. Dutra e Daniel Sudick[72]